# Euphorbia physoclada
Euphorbia physoclada Boiss. es una especie fanerógama perteneciente a la familia de las euforbiáceas. Es endémica de Madagascar donde se distribuye por las provincias de Antsiranana, Fianarantsoa, Mahajanga y Toliara.

## Hábitat
Su hábitat natural son los matorrales y bosques secos tropicales y subtropicales. Está amenazado por la pérdida de hábitat.

## Taxonomía
Euphorbia physoclada fue descrita por Pierre Edmond Boissier y publicado en Centuria Euphorbiarum 24. 1860.
Etimología
Euphorbia: nombre genérico que deriva del médico griego del rey Juba II de Mauritania (52 a 50 a. C. - 23), Euphorbus, en su honor – o en alusión a su gran vientre –  ya que usaba médicamente Euphorbia resinifera. En 1753 Carlos Linneo asignó el nombre a todo el género.
physoclada: epíteto latino